# هلدنشتاین
هلدنشتاین (به آلمانی: Heldenstein) یک شهر در آلمان است که در بایرن واقع شده‌است.

## خصوصیات
هلدنشتاین ۱۹٫۸۵ کیلومترمربع مساحت دارد ۴۵۰ متر بالاتر از سطح دریا واقع شده‌است.